# Lac Baricle
Le lac Baricle est un lac situé dans le Queyras, dans les Alpes françaises et dans le département des Hautes-Alpes, sur le territoire de Ristolas. Il se trouve dans le vallon du torrent de Bouchouse et est situé au pied de la crête de la Taillante, à l'abri du vent.

## Localisation
Il est situé dans la partie Est des Hautes-Alpes et se situe dans une réserve protégée : la Zone de Protection du Biotope. Il se trouve au pied de la crête de la Taillante.

## Accessibilité
Ce lac est quelque peu écarté des lacs du GR 58 que sont le lac Égorgéou et le lac Foréant. Pour  y accéder, il faut partir du lac Égorgéou pour y arriver via un sentier en 5 minutes.
En hiver, l'accès est plus difficile : pas de traçage ni de damage.